# Championnat panaméricain masculin de handball 1994
Navigation
Cuba 1989 États-Unis 1996
La 6e édition du Championnat panaméricain masculin de handball s'est déroulé à Santa Maria, au Brésil, du 17 au 24 septembre 1994.
Cuba remporte cette édition, suivi du Brésil et des États-Unis. Ces équipes sont qualifiées pour le Championnat du monde 1995.

## Classement final
La compétition se déroule sous la forme d'une poule unique :
|                              | Équipe     | Pts | J | G | N | P | Bp  | Bc  | Diff |
| ---------------------------- | ---------- | --- | - | - | - | - | --- | --- | ---- |
| Médaille d'or, Amérique      | Cuba       | 12  | 6 | 6 | 0 | 0 | 201 | 101 | 100  |
| Médaille d'argent, Amérique  | Brésil     | 10  | 6 | 5 | 0 | 1 | 167 | 95  | 72   |
| Médaille de bronze, Amérique | États-Unis | 8   | 6 | 4 | 0 | 2 | 123 | 116 | 7    |
| 4                            | Argentine  | 6   | 6 | 3 | 0 | 3 | 151 | 104 | 47   |
| 5                            | Mexique    | 4   | 6 | 2 | 0 | 4 | 116 | 152 | -36  |
| 6                            | Paraguay   | 2   | 6 | 1 | 0 | 5 | 85  | 181 | -96  |
| 7                            | Uruguay    | 0   | 6 | 0 | 0 | 6 | 78  | 172 | -94  |

## Matchs
| 17 septembre | Cuba | 44 – 14 | Paraguay |  |

|  | Brésil | 28 – 15 | Mexique |  |

|  | États-Unis | 24 – 12 | Uruguay |  |

| 18 septembre | Argentine | 29 – 10 | Paraguay |  |

|  | Cuba | 42 – 19 | Mexique |  |

|  | Brésil | 32 – 15 | Uruguay |  |

| 19 septembre | Argentine | 35 – 6 | Uruguay |  |

|  | Brésil | 34 – 5 | Paraguay |  |

|  | Cuba | 23 – 11 | États-Unis |  |

| 20 septembre | Mexique | 26 – 21 | Paraguay |  |

|  | Cuba | 25 – 20 | Argentine |  |

|  | Brésil | 24 – 14 | États-Unis |  |

| 21 septembre | États-Unis | 19 – 18 | Mexique |  |

|  | Paraguay | 17 – 16 | Uruguay |  |

|  | Brésil | 27 – 18 | Argentine |  |

| 22 septembre | Cuba | 39 – 15 | Uruguay |  |

|  | États-Unis | 32 – 18 | Paraguay |  |

|  | Argentine | 28 – 13 | Mexique |  |

| 23 septembre | Mexique | 25 – 14 | Uruguay |  |

|  | États-Unis | 23 – 21 | Argentine |  |

|  | Cuba | 28 – 22 | Brésil |  |

## Effectif
L'effectif de Cuba, champion panaméricain, est :
- Vladimir Rivero
- José Rodney
- Luis Silvera
- Rolando Uríos
- Osvaldo Povea
- Carlos Reinaldo
- Freddy Suárez
- Luis Martínez
- Félix Romero
- Andrés Robles
- Rey Gutiérrez
- Entraineur : Pedro Olivares